# Aeroportul Teply Klyuch
Aeroportul Teply Klyuch (IATA: KDY, ICAO: UEMH) este un aeroport din Iacutia, Rusia ce deservește zona Handîga⁠(d). Aeroportul a fost tranzitat în 2017 de 1.889 de pasageri.
Situat la o altitudine de 282 m, aeroportul dispune de o singură pistă.